# Lyndon, Kansas
Lyndon är administrativ huvudort i Osage County i Kansas. Orten har fått sitt namn efter Lyndon i Vermont.